# Turó d'en Puig
|  | No s'ha de confondre amb Turó del Puig. |

El Turó d'en Puig és una muntanya de 916 metres al municipi d'Arbúcies, a la comarca de la Selva.